# Idiocera polingi
Idiocera polingi är en tvåvingeart som först beskrevs av Alexander 1946.  Idiocera polingi ingår i släktet Idiocera och familjen småharkrankar. Inga underarter finns listade i Catalogue of Life.